# SM Entertainment
SM Entertainment Co., Ltd. (tiếng Hàn: SM엔터테인먼트) là một công ty giải trí của Hàn Quốc, do Lee Soo-man sáng lập vào ngày 14 tháng 2 năm 1995. Công ty hoạt động với tư cách là một hãng thu âm, công ty tài năng, công ty sản xuất âm nhạc, công ty tổ chức sự kiện và sản xuất buổi hòa nhạc và nhà xuất bản âm nhạc. SM Entertainment được biết đến vì là công ty tiên phong trong việc quảng bá K-pop trên toàn thế giới, tạo ra một làn sóng mới có tên là "Làn sóng Hàn Quốc".
SM hiện đang quản lý các nhóm nhạc chính gồm TVXQ, Super Junior, Girls' Generation, Shinee, EXO, Red Velvet, NCT, aespa, Riize và Hearts2Hearts; và đã từng quản lý các nhóm nhạc H.O.T, S.E.S., Shinhwa, Fly to the Sky, TraxX, The Grace, và f(x). Bên cạnh âm nhạc, SM cũng quản lý các diễn viên bao gồm Kim Min-jong, Lee Jae-ryong, Yoo Ho-jeong, Ki Do-hun và từng quản lý Lee Yeon-hee, Go Ara. Tại Nhật Bản, công ty với Avex Trax cùng đồng quản lý cho các nghệ sĩ như Ayumi Hamasaki, Namie Amuro và Koda Kumi, cũng như các nghệ sĩ của Johnny's Entertainment bao gồm Arashi và KAT-TUN.

## Lịch sử

### 1989–2000: Thành lập và nghệ sĩ thế hệ thứ nhất
Sau khi tốt nghiệp trường Đại học California, Mỹ, Lee Soo-man trở về Hàn Quốc và sáng lập công ty SM Studio tại Apgujeong-dong, Gangnam, Seoul vào ngày 14 tháng 2 năm 1989. Công ty đổi tên thành SM Entertainment và bổ nhiệm Jung Hae-ik giữ chức vụ CEO vào tháng 2 năm 1995. SM phát triển một hệ thống đào tạo nội bộ và cho ra mắt một loạt các nghệ sĩ thành công bao gồm nhóm nhạc nam H.O.T. (1996), nhóm nhạc nữ S.E.S. (1997), nhóm nhạc nam Shinhwa (1998), bộ đôi Fly to the Sky (1999) và nữ ca sĨ BoA (2000).
Jung Hae-ik được bổ nhiệm làm CEO vào thời điểm SM chính thức tái thành lập năm 1995 và được thay thế bởi Kim Kyung-wook vào năm 1998.

### 2000–2005: Các chi nhánh và nghệ sĩ thế hệ thứ hai

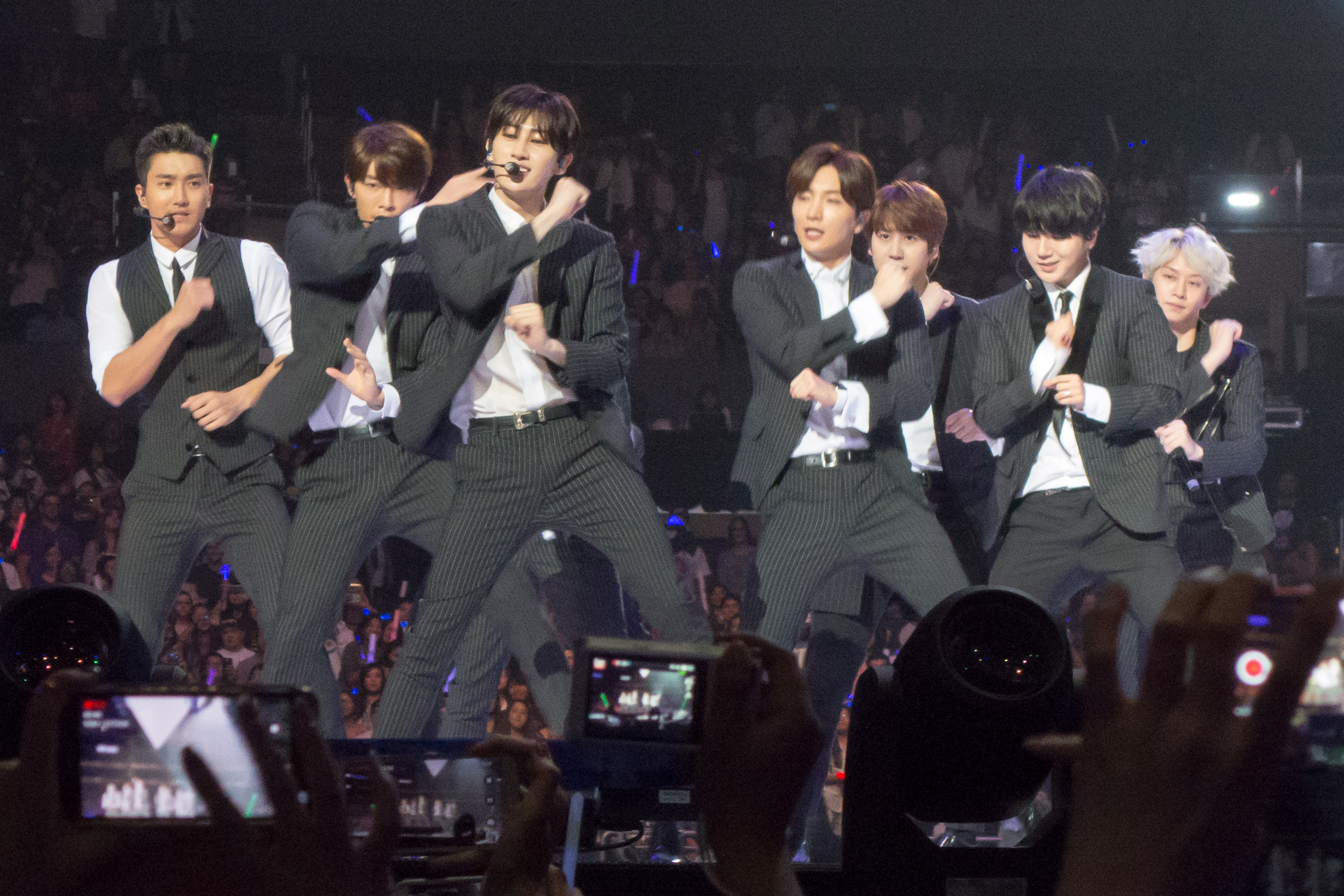
Super Junior tại KCON vào năm 2015.

Đầu những năm 2000 chứng kiến sự tan rã của cả H.O.T (2001) và S.E.S (2002). Shinhwa chuyển sang công ty quản lý mới và những nghệ sĩ mới như bộ đôi Isak N Jiyeon và nhóm nhạc nam Black Beat không đạt được sự nổi tiếng như các nghệ sĩ SM trước đây. Tháng 12 năm 2000, SM thành lập công ty liên doanh có tên Fandango Korea. Tháng 1 năm 2001, công ty thành lập một bộ phận ở nước ngoài, SM Entertainment Japan. Cùng thời gian đó, công ty được chấp thuận để niêm yết trên KOSDAQ và SM đã thành lập liên doanh với hãng thu âm lớn của Nhật Bản Avex Trax. SM cũng thành lập các công ty con BM Entertainment và Cid. K Entertainment (quản lý nhóm nhạc nữ M.I.L.K. và Shinvi), nhưng sau đó đều được giải thể khi các nhóm nhạc của họ lần lượt tan rã.
Cuối năm 2002, SM đoạt giải Grand Prix trong lĩnh vực xuất khẩu âm nhạc của Bộ Văn hóa và Du lịch Hàn Quốc.
Năm 2003, SM liên doanh với Starlight Corporation Ltd. và C-Cube Entertainment Corporation. Cùng năm đó, công ty ra mắt nhóm nhạc nam 5 thành viên TVXQ. Những năm tiếp theo chứng kiến sự ra mắt của các nghệ sĩ như TRAX (2004), The Grace (2005) và Super Junior (2005).

### 2005–2010: Mở rộng và các nghệ sĩ quốc tế

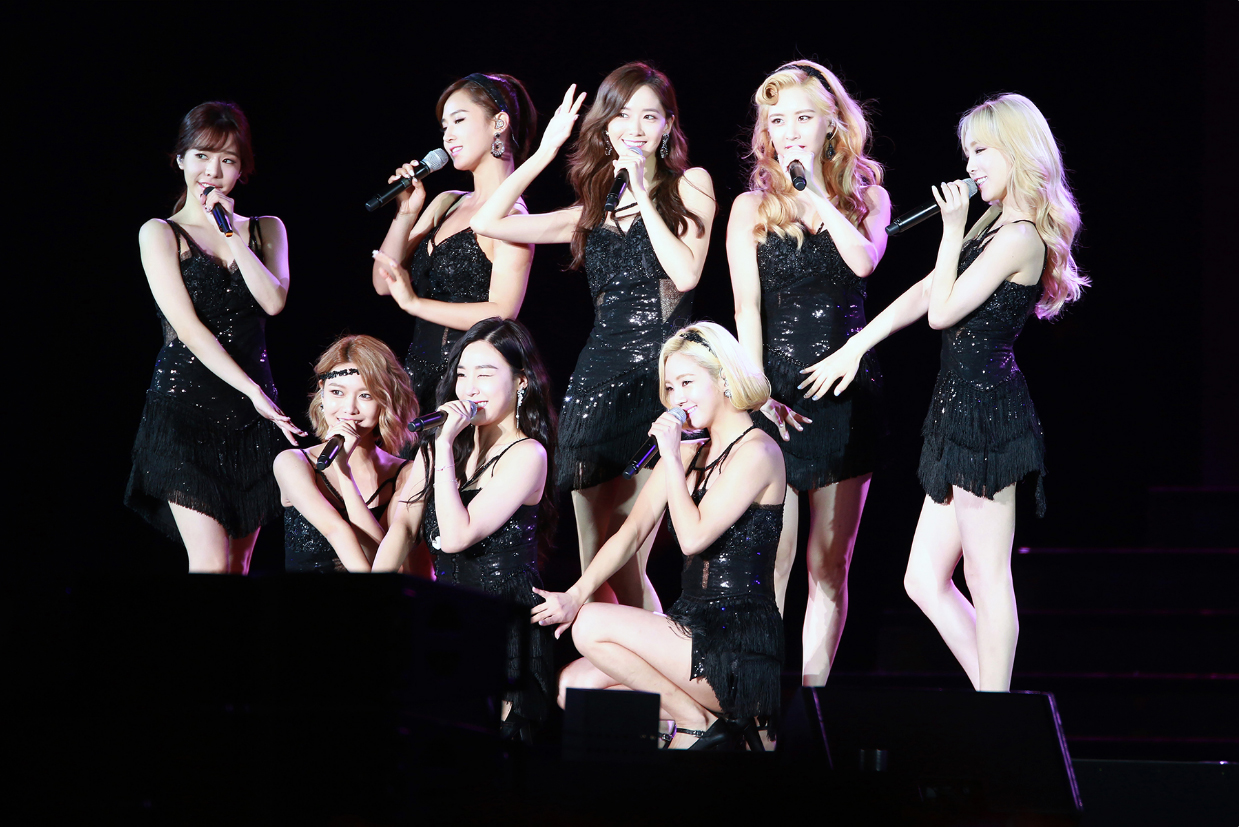
Girls' Generation tại DMC Festival vào tháng 9 năm 2015

Năm 2005, Kim Young-min trở thành CEO thứ ba của công ty, người đã cho ra mắt một số nghệ sĩ với mục đích quảng bá bên ngoài Hàn Quốc. Các nghệ sĩ do SM sản xuất trong thời kỳ này bao gồm nữ ca sĩ solo gốc Hoa Zhang Liyin (2006), nữ ca sĩ solo Nhật Bản J-Min (2007), Girls' Generation (2007), Shinee (2008) và f(x) (2009). Tháng 4 năm 2008, SM ra mắt một nhóm nhỏ Trung Quốc của Super Junior, có tên là Super Junior-M. Tháng 10 năm 2008, SM công bố kế hoạch ra mắt của BoA tại thị trường Hoa Kỳ, dưới một công ty con mới thành lập, có tên là SM Entertainment USA.
Tháng 5 năm 2008, SM Art Company đã được thành lập dưới sự điều hành của đồng CEO Pyo In-bong với trọng tâm là sản xuất các tác phẩm nhạc kịch. Liên doanh đầu tiên của công ty là sản xuất vở nhạc kịch hài của Mỹ Xanadu với sự tham gia của các thành viên Super Junior là Heechul và Kangin.

### 2010–2012: Hợp tác và liên doanh

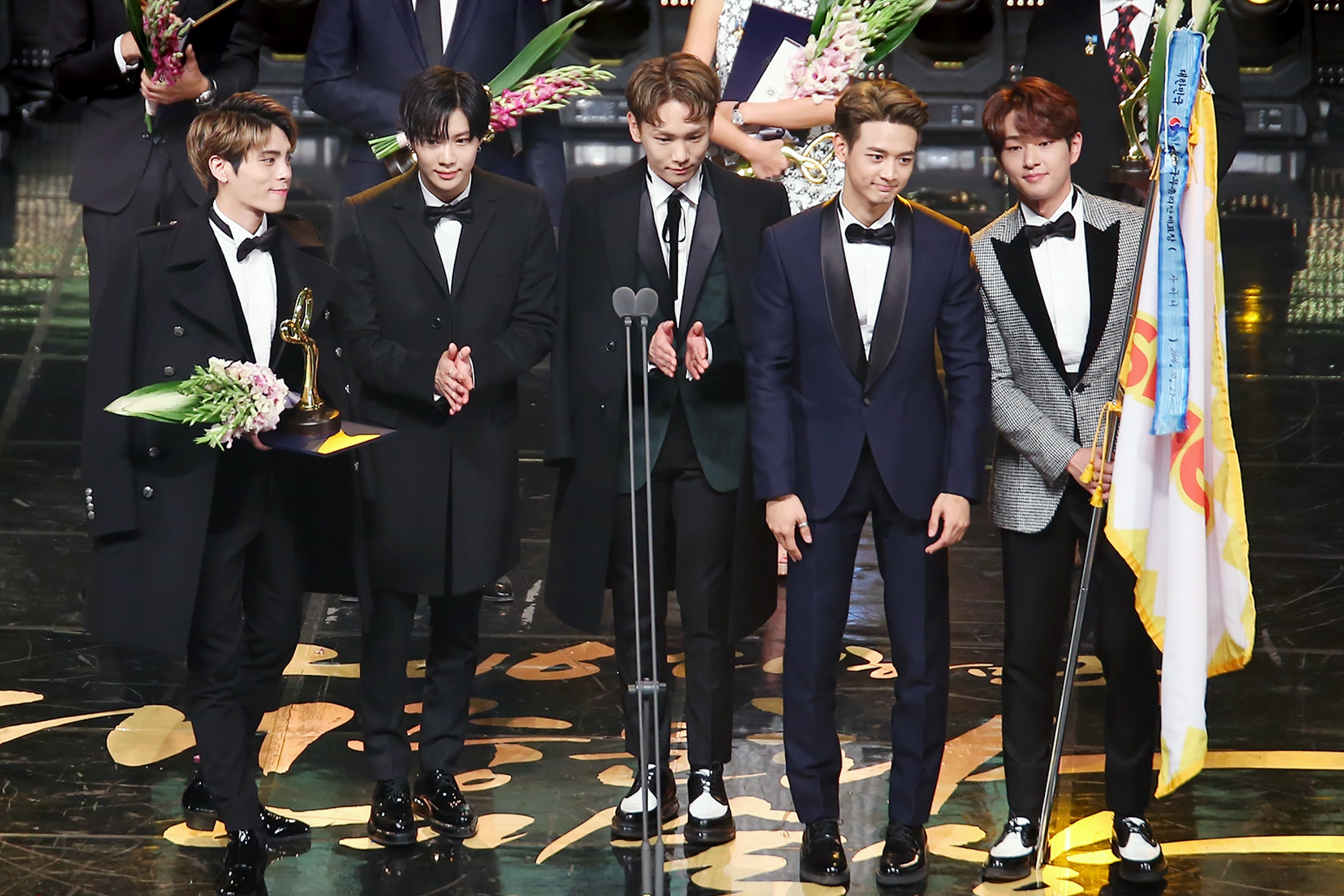
Shinee vào tháng 10 năm 2016.

Tháng 2 năm 2010, sau hai thập kỷ trong ban giám đốc của SM, người sáng lập Lee Soo-man đã từ chức để "tập trung nhiều năng lượng hơn vào hoạt động kinh doanh ở nước ngoài của SM, quản lý hoạt động kinh doanh mới và phát triển nghệ sĩ." Tháng 3 cùng năm, KMP Holdings được thành lập như một liên doanh giữa SM, YG Entertainment, JYP Entertainment, Star Empire, Medialine, CAN Entertainment và Music Factory. Bản phát hành đầu tiên của KMP Holdings từ SM là album phòng thu thứ năm của Super Junior, Mr. Simple, đánh dấu sự kết thúc quá trình tự phân phối của SM. Tháng 5, SM đã công bố lợi nhuận kinh doanh quý đầu tiên cao nhất từ trước đến nay của mình, ở mức ở mức 10,4 tỷ KRW, tăng 471% so với cùng kỳ năm trước. Doanh thu gộp được báo cáo là 22,7 tỷ KRW, tăng 58% so với năm trước.
Tháng 4 năm 2011, SM, YG, JYP, KeyEast, AMENT và Star J Entertainment bắt tay thành lập United Asia Management, một công ty đầu tư chung hướng tới việc phát triển âm nhạc châu Á trên toàn thế giới. Tháng 8 năm đó, SM kết hợp với công ty truyền thông Thái Lan TrueVisions để thành lập một liên doanh quốc tế, SM True.

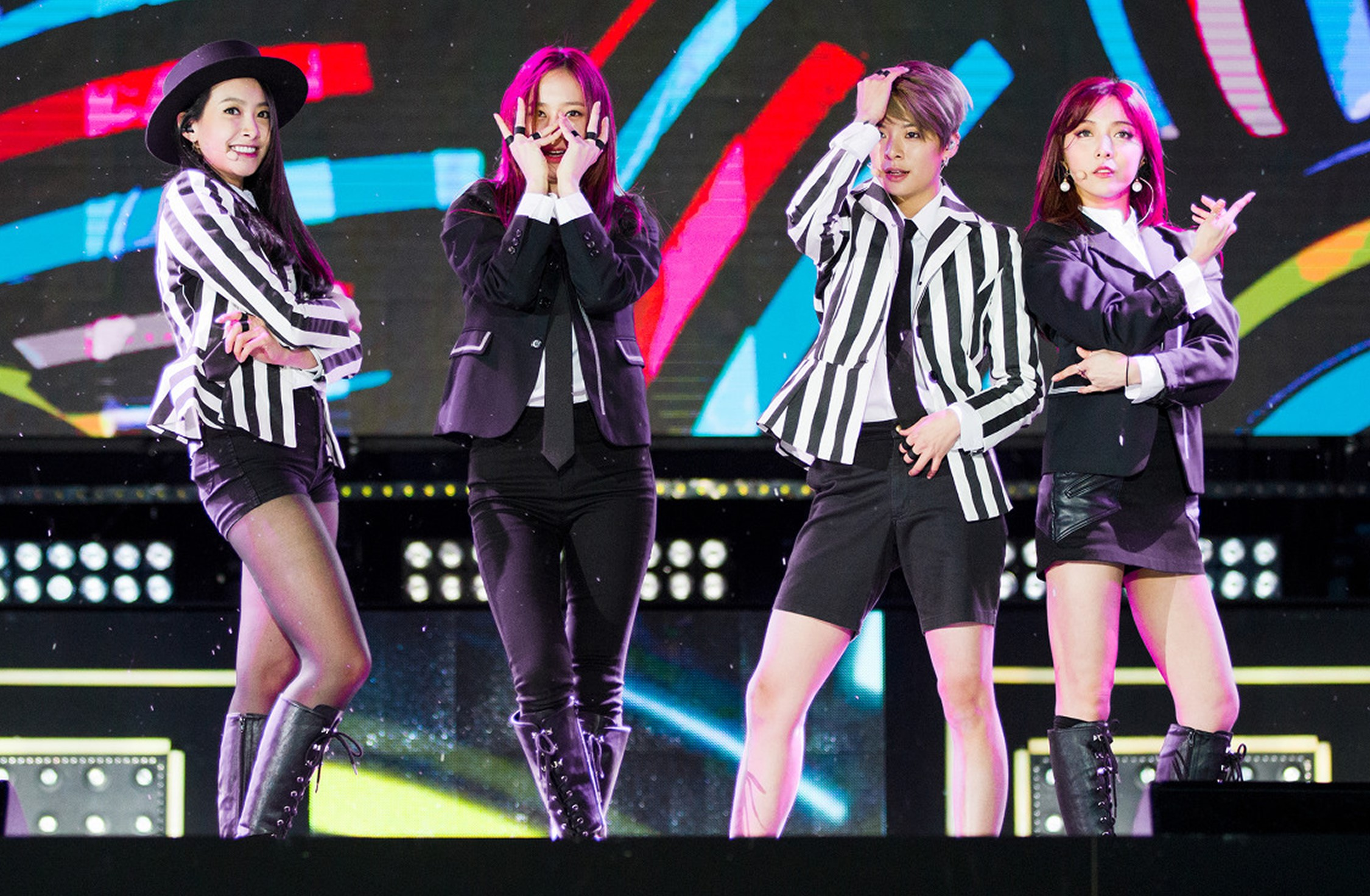
F(x) vào tháng 10 năm 2015.

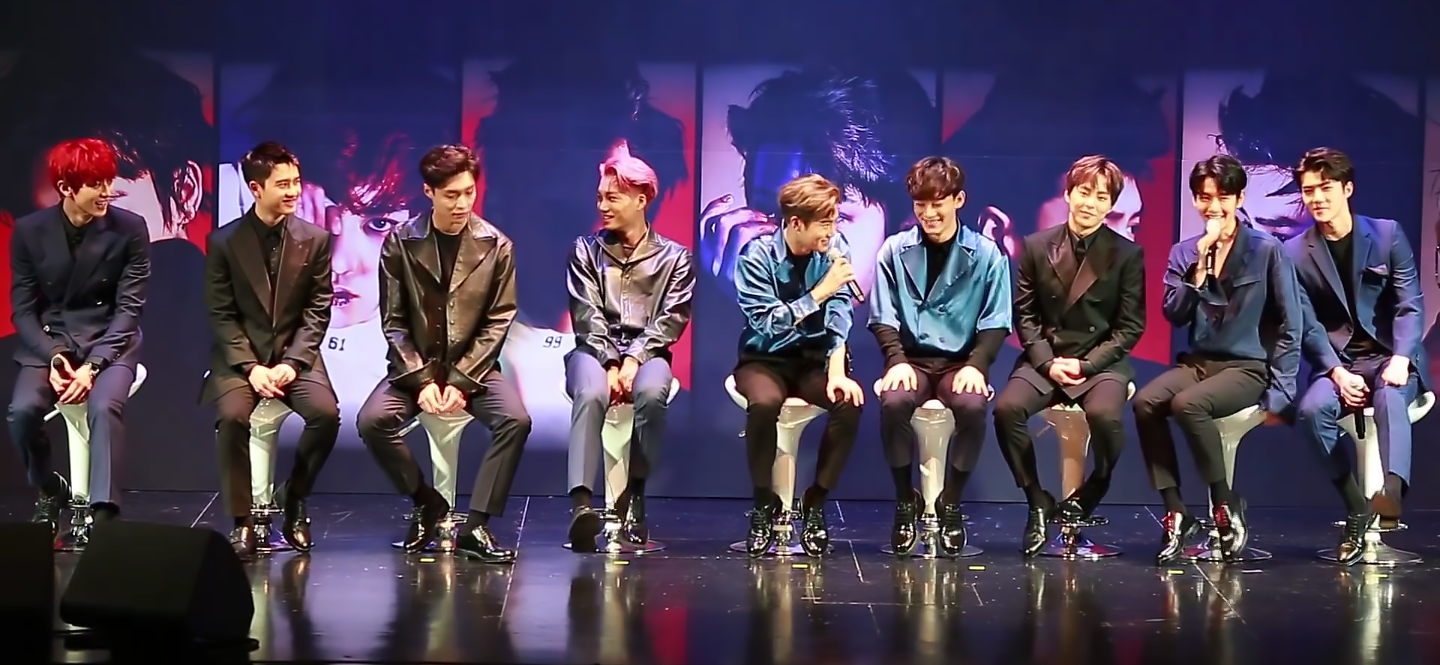
Exo vào tháng 6 năm 2016.

Năm 2012, SM ra mắt nhóm nhạc nam Exo với quy mô lớn, tách thành hai nhóm để quảng bá đồng thời ở Hàn Quốc và Trung Quốc. Tháng 2, SM mua lại công ty du lịch Hawaii Happy Hawaii và ra mắt SMTown Travel, một sáng kiến kinh doanh mới chuyên về du lịch và lữ hành dưới thời Kang Jung-hyun. Cuối năm đó, SMTown Travel cung cấp các ưu đãi trọn gói cho những người hâm mộ nước ngoài tham dự các buổi hòa nhạc encore Super Show 4 Tour của Super Junior tại Seoul. Tháng 3, 47 nghệ sĩ thu âm của SM trở thành cổ đông của công ty. Kangta, BoA và hầu hết các thành viên của Super Junior và Girls' Generation đều nhận được 680 cổ phiếu (với giá trị khoảng 27,200 USD/người), trong khi các thành viên của các nhóm gần đây hơn như Shinee và f(x) nhận được 340 cổ phiếu mỗi người (với một giá trị khoảng 13,600 USD/người). Tháng 8, SM tổ chức một buổi triển lãm nghệ thuật tại Trung tâm hội nghị và triển lãm COEX, và hợp tác với Visa và KB Kookmin Card để bắt đầu in thẻ có hình của nghệ sĩ SM. Cùng tháng đó, các nhân vật truyền hình Hàn Quốc Kang Ho-dong và Shin Dong-yup thông báo rằng họ đã ký hợp đồng độc quyền với công ty con phát sóng mới của SM, SM Culture & Contents (SM C&C), đánh dấu sự mở rộng của SM sang lĩnh vực truyền hình. Tháng tiếp theo vào tháng 9, SM C&C hợp nhất với AM Entertainment (từng quản lý các diễn viên hàng đầu như Jang Dong-gun, Kim Ha-neul và Han Ji-min), và hai nhân vật truyền hình khác, Lee Su-geun và Kim Byung-man, thông báo rằng họ cũng đã ký hợp đồng với SM. Tháng 11, KMP Holdings được mua lại bởi KT Music và vào tháng 6 năm 2013, KT Music tiếp nhận mạng lưới phân phối của KMP.

### 2013–2015: Nghệ sĩ thế hệ thứ ba

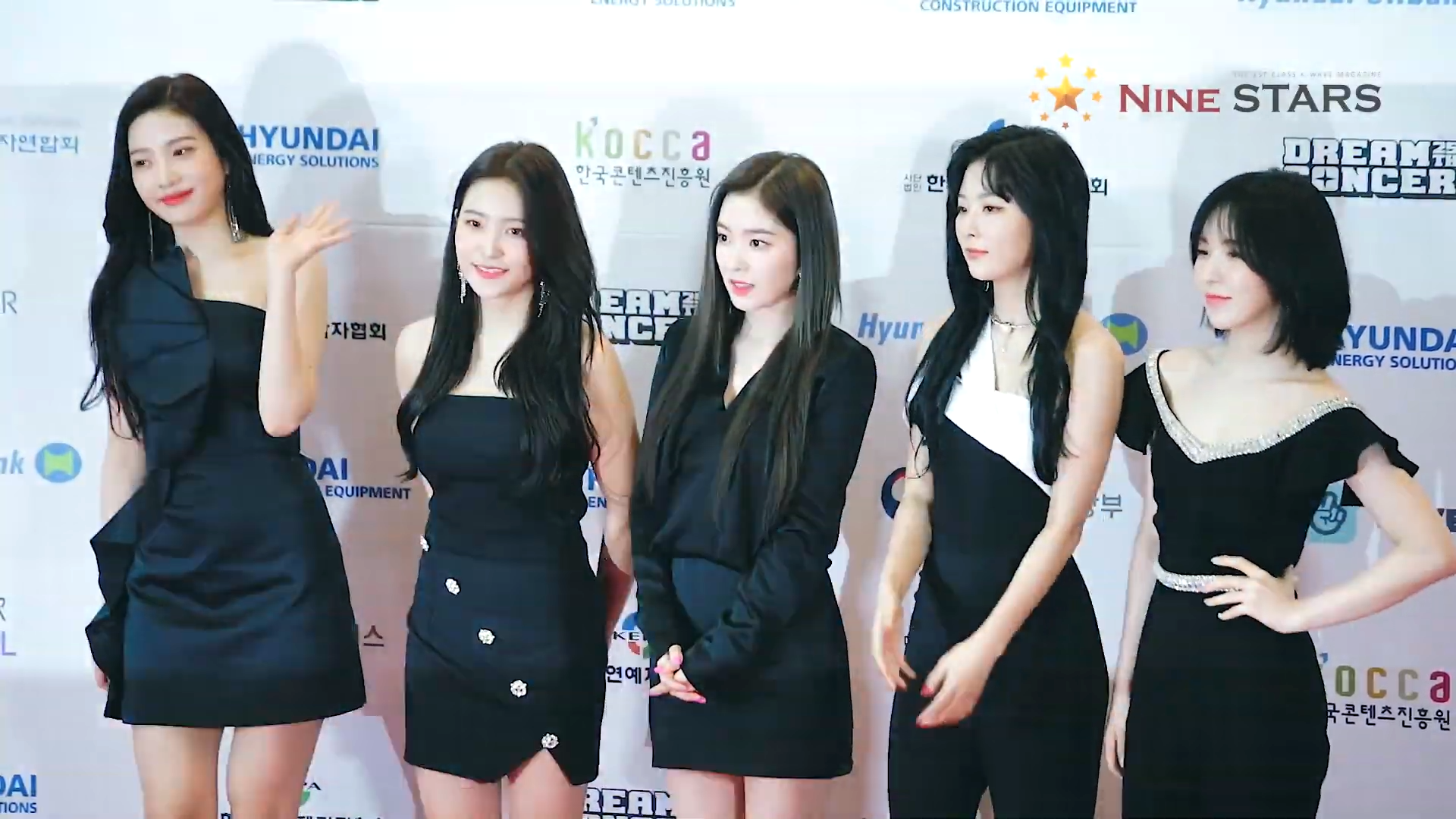
Red Velvet vào tháng 5 năm 2019.

Năm 2013, SM C&C mua lại Hoon Media (công ty sản xuất do Lee Hoon-hee điều hành, chịu trách nhiệm về các chương trình của KBS như 1 vs 100, Heroines 6, Qualifications of Men và Music Bank) và Woollim Entertainment, một hãng thu âm chịu trách nhiệm về các nghệ sĩ, chẳng hạn như Infinite. Tháng 1 năm 2014, SM và 6 công ty tài năng khác trực thuộc KMP Holdings thành lập một quan hệ đối tác trái phiếu tập thể và mua 13,48% cổ phiếu của KT Music, để lại công ty mẹ KT Corporation với 49,99%. Tháng 2, SM mua lại cổ phần của Baljunso, một hãng thu âm indie được thành lập vào năm 1991 bởi Kang Byung-yong. Ngày 1 tháng 8, SM ra mắt Red Velvet, nhóm nhạc nữ đầu tiên sau 5 năm kể từ f(x).
Tháng 8 năm 2015, SM hợp tác với công ty tiếp thị thể thao IB Worldwide để tạo ra Galaxia SM, chịu trách nhiệm về người chơi gôn Park In-bee, vận động viên thể dục nhịp điệu Son Yeon-jae và Choo Shin-soo, cầu thủ bóng chày thi đấu cho Texas Rangers. Ngày 6 tháng 11, kỷ niệm 10 năm Super Junior ra mắt, SM thông báo về việc thành lập công ty riêng của nhóm, Label SJ. Cuối năm 2015, SM hợp tác với công ty người mẫu ESteem để quảng bá mạng lưới và nội dung tự sở hữu.[38] Liên doanh sau đó đã mở rộng bộ phận diễn xuất của mình thông qua sự ra mắt diễn xuất của người mẫu Ki Do-hoon và Lee Cheol-woo.
Năm 2015, SM đã báo cáo doanh thu là 325 tỷ KRW (tương đương 287 triệu USD) và thu nhập ròng là 21,7 tỷ KRW(19 triệu USD).

### 2016–nay: Mở rộng quốc tế và quan hệ đối tác kinh doanh

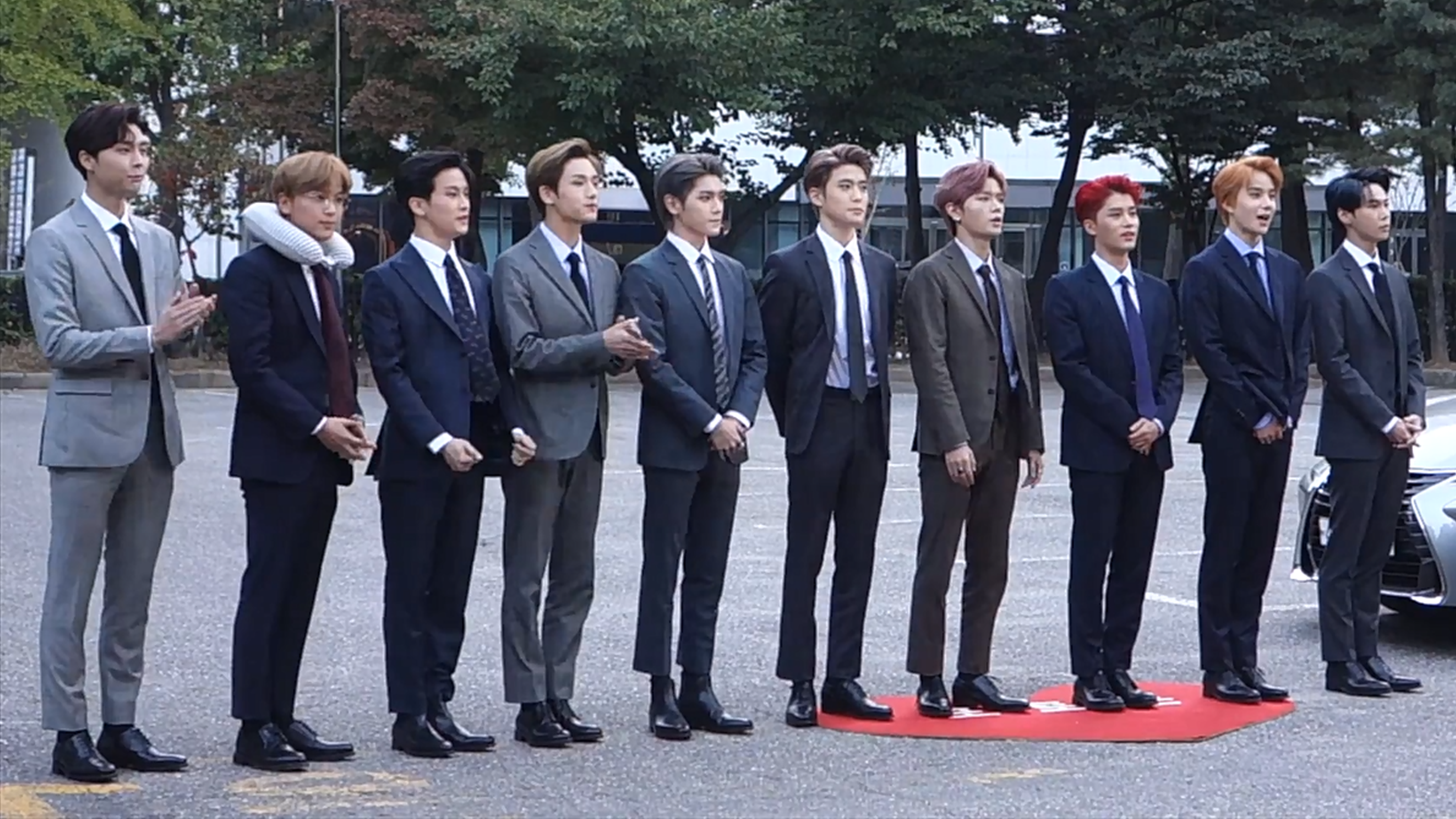
NCT 127 tại Music Bank vào tháng 10 năm 2018.

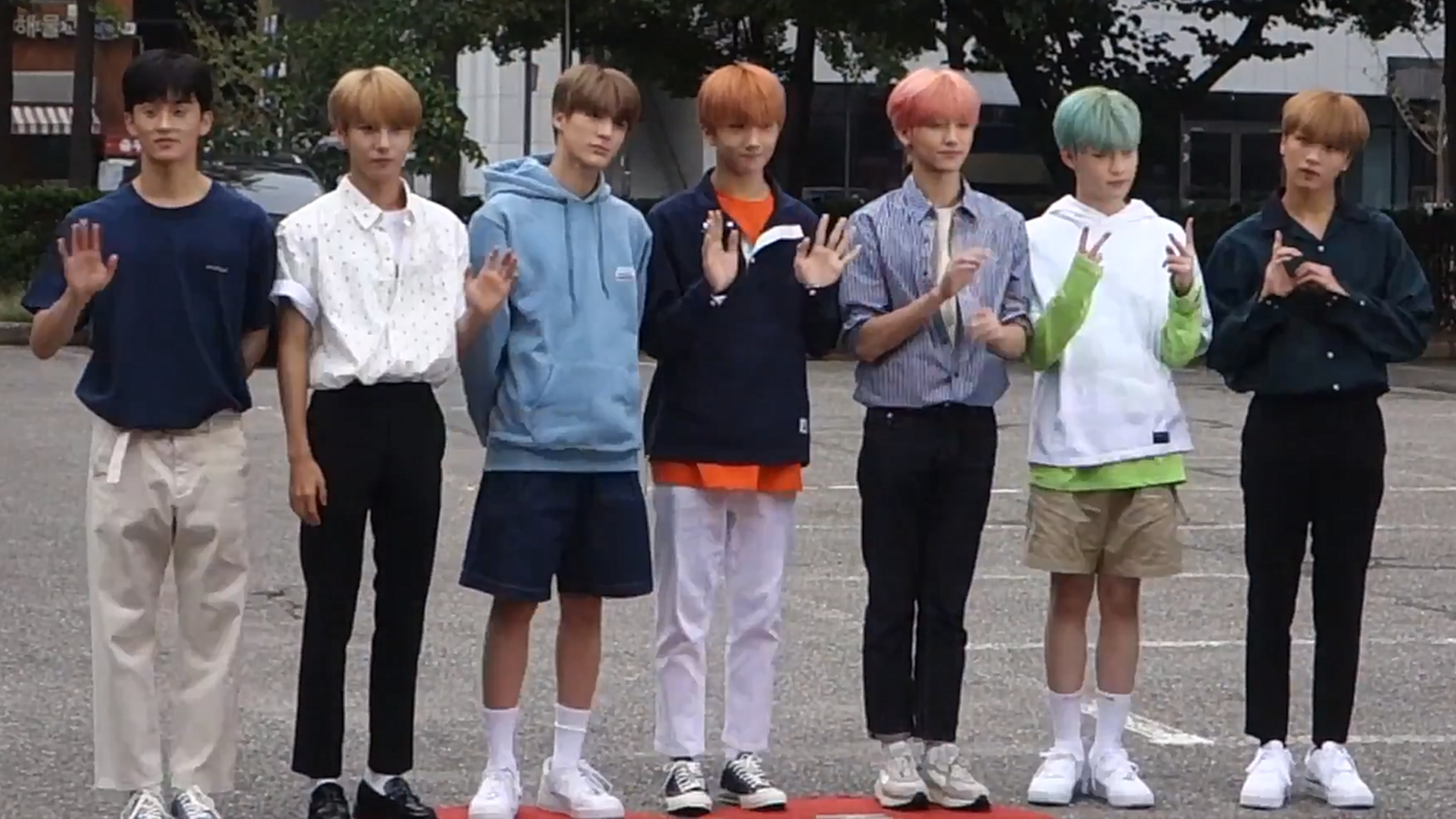
NCT Dream tại Music Bank vào tháng 8 năm 2018.

Tháng 1 năm 2016, Lee Soo-man tổ chức một cuộc hội thảo tại SM Coex Artium để giới thiệu về kế hoạch cho ra mắt nhóm nhạc nam mới NCT với số lượng thành viên "không giới hạn". Các nhóm nhỏ đầu tiên của NCT–NCT U, NCT 127 và NCT Dream–lần lượt ra mắt công chúng trong suốt năm 2016. Tháng 5 năm 2016, SM thành lập hãng đĩa con ScreaM Records tập trung vào thể loại nhạc dance điện tử. Công ty cũng triển khai dự án âm nhạc Station với nội dung phát hành một bài hát vào thứ Sáu hàng tuần trong 52 tuần và cho ra mắt một số ứng dụng dành cho các thiết bị di động. Tháng 3 năm 2017, SM Entertainment thông báo đã mua 28% số cổ phiếu của MYSTIC Entertainment. Đây là công ty thành lập năm 2001 bởi Yoo JongShin. Công ty con của SM Entertainment là SM C&C sẽ bắt đầu quản lí việc sản xuất các video ca nhạc cho Mystic Ent.
Các công ty SM Entertainment đã đầu tư trước đây bao gồm AM Entertainment (năm 2012), Hoon Media (năm 2013), Baljunsoo (năm 2013).
Tháng 3 năm 2018, SM mua lại 31% số cổ phần của FNC Add Culture, trở thành cổ đông lớn nhất của công ty này, cũng như 25,12% số cổ phần của Key East Entertainment.

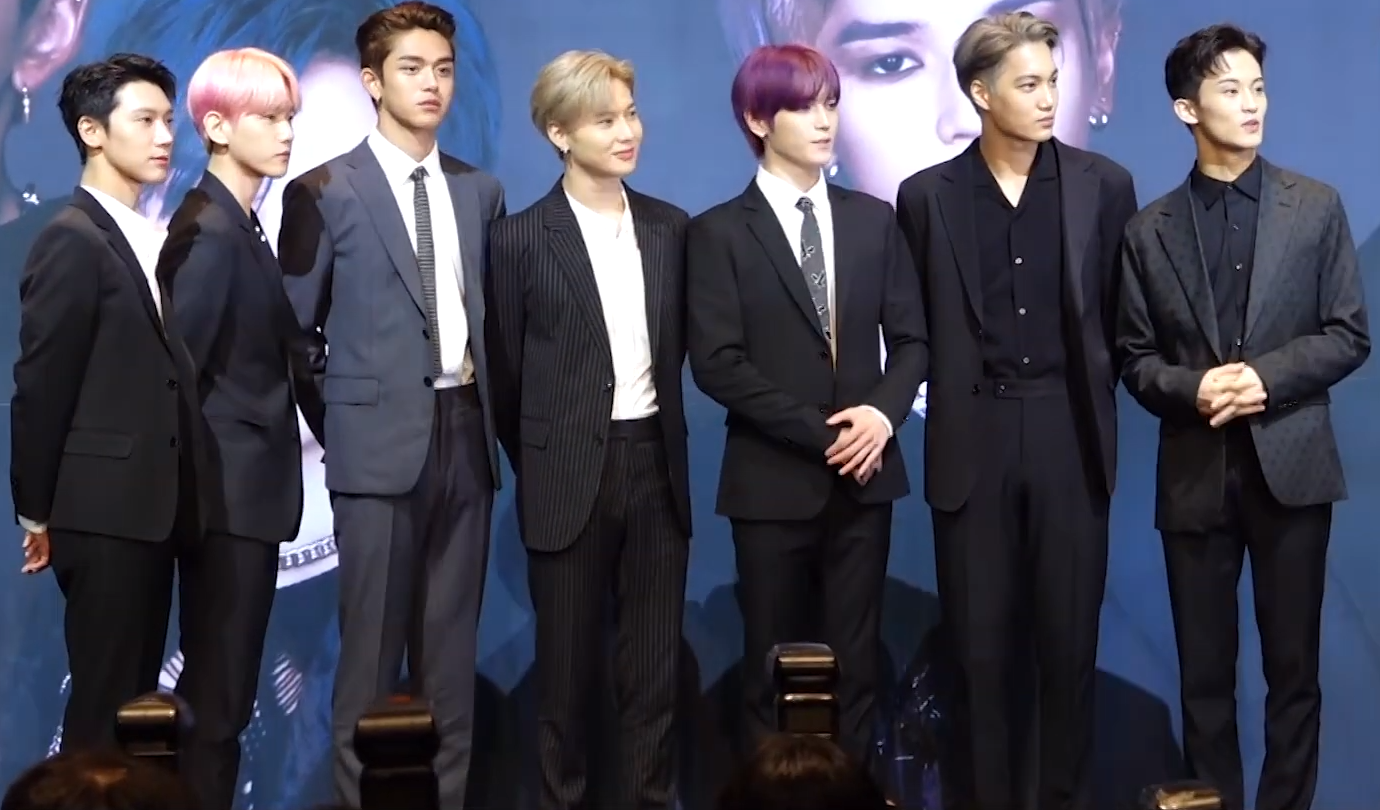
SuperM tại một buổi họp báo vào tháng 10 năm 2019.

Tháng 8 năm 2019, SM và Capitol Music Group – tập đoàn đã ký hợp đồng với NCT 127 vào tháng 4 năm 2019 – công bố thành lập SuperM, một siêu nhóm nhạc bao gồm Taemin của SHINee, Baekhyun và Kai của EXO và Taeyong, Ten, Lucas và Mark của NCT. Nhóm ra mắt công chúng vào tháng 10 năm 2019. Đĩa mở rộng đầu tay của nhóm lọt vào bảng xếp hạng Billboard 200 ở vị trí thứ nhất, lần đầu tiên album đầu tay của một nghệ sĩ châu Á làm được điều này.
Tháng 3 năm 2020, SM bổ nhiệm giám đốc sản xuất Lee Sung Soo làm CEO và Tak Young Joon làm giám đốc marketing (CMO) mới của công ty. Tháng 6 năm 2020, SM Town COEX Artium đóng cửa. Nó sẽ được thay thế bởi một "khu phức hợp văn hóa" mới ở Changwon dự kiến sẽ hoàn tất xây dựng vào năm 2020. Ngoài khu phức hợp mới này, SM còn hợp tác với Jongro Haneul Education để cho ra mắt Học viện SM, một cơ sở đào tạo có chức năng huấn luyện các học viên trong nước lẫn quốc tế trở thành nghệ sĩ tiềm năng. Học viện dự kiến sẽ mở cửa vào tháng 3 năm 2021. Tháng 11 năm 2020, SM đã ra mắt công chúng nhóm nhạc nữ mới aespa sau 5 năm kể từ NCT. SM cũng là công ty mở ra một văn hóa vũ trụ mới có tên là SMCU (SM Cultural Universe, Vũ trụ văn hóa SM), với việc cho ra đời thế giới mới KWANGYA.
Năm 2022, SM cũng đã công bố một đại dự án nhóm nhạc nữ Girls on Top, bằng việc cho ra mắt siêu nhóm nhạc nữ Got the Beat. Đến năm 2023, SM cho ra mắt nhóm nhạc nam RIIZE.

## Nghệ sĩ

### Nghệ sĩ thu âm
SM Entertainment
| - Solo - BoA - Kangta - Lee Sung-min - Kim Ryeo-wook - Yesung - Taemin - Taeyeon - Yoona - Hyoyeon - Yuri - Key - Onew - Chu Mịch - Chen - U-Know Yunho - Baekhyun - Suho - Max Changmin - Kai - Wendy - Joy - D.O. - Seulgi - Xiumin - Taeyong - Raiden | - Nhóm nhạc - TVXQ - Girls' Generation - SHINee - EXO - Red Velvet - NCT - aespa - Riize - Hearts2Hearts | - Nhóm nhỏ - Girls' Generation-TTS (Gián đoạn) - Girls' Generation-Oh!GG - EXO-CBX - EXO-SC - Red Velvet - Irene & Seulgi - NCT U - NCT 127 - NCT Dream - WayV - NCT DoJaeJung - NCT Wish | - Nhóm dự án - SM the Ballad (2010, 2014) - Younique Unit - SM The Performance (2012) - Toheart (với Woollim Entertainment) - SuperM - Girls On Top (GOT the Beat) |  |

### Diễn viên
| - Choi Jong-yoon - Ki Do-hoon - Kim Ian - Lee Hak Joo - Kim Min-jong - Lee Cheol-woo - Lee Jae-ryong - Lina - Yoo Ho-jeong |

### Công ty con
| SM Culture & Contents (Woollim Entertainment) | KeyEast | Mystic Story |

| ESteem Entertainment | SM Entertainment Indonesia - Rossa | New Era Project - Jang Jane - Lee Soo-young |

| GalaxiaSM - Ko Jin-young - Oh Ji-hyun - Ahn Shin-ae - Kim Gyu-ri - Cho Ga-ram - Park Hyun-kyung - Lim Hee-jung - Hwang Yu-rin - Shin Eui-kyung - Park Yoo-jun - Baek Jin-ha - Lee Hye-ji - Han Chang-won - Jang Tae-hyung - Choo Shin-soo - Kim Min-seok - Woo Sang-hyeok - Shim Suk-hee - Kim Min-sun - Jeong Hye-rim - Jeong Hae-rim - Bang Su-bin | Million Market - MC Mong - High Color - Woo Taewoon - Goopy - Chancellor - ChinChilla - Moon Sujin - Jiselle - Coogie - Lim Chae-eon - Suran - GirlNexxtDoor (GXXD) - Minit - Sung Dam - SLO - Lilly - Park Doha - Gary |  |

| Label SJ - Super Junior - Super Junior-K.R.Y. - Super Junior-D&E - Kyuhyun - Ryeowook - Yesung - Heechul - Sungmin - Donghae - Eunhyuk - Super Junior-M - Zhou Mi | ScreaM Records - DJ Hyo - Ginjo - Imlay - Raiden | All I Know Music (AIKM) - Giant Pink - Bray - Duckbae - Sohlhee |

| Label V - WayV - WayV - Kun & Xiaojun - WayV - Ten & Yangyang |

### Nghệ sĩ phòng thu
| Nhà sản xuất/nhà soạn nhạc - Kim Young-hoo - Kenzie - Song Kwang-sik - Hitchhiker - Kangta - Lay - Raiden Nhạc sĩ người Hàn Quốc - Kenzie - Misfit (Moon Doo-ri) - Kim Young-hoo - JQ - Jo Yoon-kyung | Nhạc sĩ người Trung Quốc - Liu Yuan - Wang Yajun - Zhou Weijie - Lin Xinye - T-Crash - Zhou Mi Biên đạo múa - Gregory Hwang - Shim Jae-won - Shin Soo-jung - Mihawk Back - Rino Nakasone - Kasper Nghệ sĩ dương cầm - Song Kwang-sik |  |

## Cựu nghệ sĩ

### Cựu nghệ sĩ thu âm
- Hyun Jin-young (1990–1993)
- Han Dong-joon [ko] (1991–1992)
- Kim Kwang-jin [ko] (1991–1992)
- Yoo Young-jin (1993–2023)
- H.O.T. (1996–2001)
  - Tony Ahn (1996–2001)
  - Lee Jae-won (1996–2001)
  - Jang Woo-hyuk (1996–2001)
  - Moon Hee-joon (1996–2005)
- S.E.S.(1997–2002; 2016–2017)
- Shinhwa (1998–2003)
- Fly to the Sky (1999–2004)
- Lee Ji-hoon (2001–2004)
- Jang Na-ra (2001–2008)
- M.I.L.K (2001–2003)
  - Seo Hyun-jin (2001–2007)
  - Park Hee-von
- Sugar (2001–2006)
  - Ahyoomee (2001–2007)
  - Hwang Jung-eum (2001-2004)
- Black Beat (2002–2007)
- Shinvi (2002–2003)
- Isak 'N' Jiyeon (2002–2004)
  - Kim Isak (2002–2012)
- Chu Ga-yeoul (2002–2012)
- TVXQ
  - Kim Jae-joong (2003–2009)
  - Park Yoochun (2003–2009)
  - Kim Junsu (2003–2009)
- TraxX (2004–2019)
  - Rose (2004–2005)
  - Attack (2004–2007)
  - Jay (2004–2019)
  - Jungmo (2004–2019)
- CSJH The Grace
  - Stephanie (2005–2016)
  - Dana (2001–2020)
  - Sunday (2005–2021)
- Super Junior
  - Han Geng (2005–2009)
  - Kim Kibum (2004–2015)
  - Eunhyuk (2005–2023)
  - Donghae (2005–2023)
  - Kyuhyun (2006–2023)
- Zhang Liyin (2006–2017)
- Girls' Generation
  - Jessica (2007–2015)
  - Tiffany (2007–2017)
  - Sooyoung (2007–2017)
  - Seohyun (2007–2017)
  - Sunny (2007–2023)
- SHINee
  - Jonghyun (2008–2017)
- Super Junior-M
  - Henry (2008–2018)
- F(x) (2009–2021)
  - Amber (2009–2019)
  - Luna (2009–2019)
  - Sulli (2009–2019)
  - Krystal (2009–2020)[55]
  - Victoria (2009–2021)[56]
- SM the Ballad
  - Jinho (2010–2015)
- EXO
  - EXO-K (2012–2015)
  - EXO-M (2012–2015)
  - Kris (2012–2015)
  - Luhan (2012–2015)
  - Tao (2012–2016)
  - D.O. (2012–2023)
  - Xiumin (2012–2024)
  - Baekhyun (2012–2024)
  - Chen (2012–2024)
- Red Velvet
  - Wendy (2014–2025)
  - Yeri (2015–2025)
- SM Rookies (2013–2018)
  - Herin (2015–2017)
  - Hansol (2013–2017)
  - Yiyang (2016–2018)
  - Lami (2013–2020)
  - Koeun (2015–2020)
  - Hina (2015–2020)

### Cựu diễn viên
- Yoon Park (2009–2013)[57]
- Go Ara (2003–2016)[58]
- Lee Yeon-hee (2001–2020)[59]
- Kim Min-jong (2006-2023)

## Công ty con
Nguồn:
- SM Studios[61]
  - SM C&C (2012)
  - SM Life Design Group (2018)
  - DEAR U (2017)
  - Mystic Story (2017)
  - KeyEast (2018)
- Dream Maker Entertainment (2006)
- SM True (2011) liên doanh với True Corporation của Thailand
- SM Brand Marketing (2008)
- Galaxia SM (2004)
- Million Market (2018)
- SM Japan (2001)
- SM USA (2008)
- SM F&B Development (2008)
- SM TOWN Planner (2017)
- ESteem Entertainment (2015)
- SM Entertainment Indonesia (2019) liên doanh với Trans Media của Indonesia[62]
- SM Entertainment Vietnam (2020) [63]

### Label
- Woollim Entertainment (2013)
- BALJUNSO (2014)
- Label SJ (2015)
- ScreaM Records (2016)
- Label V (2018)
- Million Market (2018)
- All I Know Music (AIKM) (2018)
- SM Classics (2020)

## Danh sách phim
- Attack on the Pin-Up Boys (2007)
- Heading to the Ground (2009)
- Paradise Ranch (2011)
- I AM. (2012)
- To the Beautiful You (2012)
- Prime Minister and I (2013)
- Miss Korea (2013–2014)
- Mimi (2014)
- SMTown The Stage (2015)
- Missing Nine (2017) EXO Next Door (2014)

## Tranh cãi

### Tranh chấp hợp đồng

#### JYJ (TVXQ)
Cuối tháng 7 năm 2009, 3 trong số 5  thành viên ban đầu của nhóm nhạc nam của SM, TVXQ – Kim Jae-joong, Park Yoo-chun và Kim Jun-su – đệ đơn kiện lên Tòa án Quận Trung tâm Seoul để điều tra tính hợp lệ của hợp đồng giữa họ với SM, vì họ cảm thấy hợp đồng 13 năm là quá dài và thu nhập không được chia công bằng cho các thành viên, nhưng nếu hủy bỏ hợp đồng, họ sẽ phải bồi thường cho chủ đầu tư gấp 3 lần tổng số tiền đầu tư và gấp 2 lần lợi nhuận thông thường trong thời gian còn lại của hợp đồng. Tin tức về vụ tranh chấp này khiến giá cổ phiếu KOSPI của SM giảm 10,06%. Ngoài ra, 120.000 người hâm mộ của TVXQ cũng đệ đơn phản đối hợp đồng dài hạn của SM lên Tòa án Quận Trung tâm Seoul, đồng thời nộp đơn yêu cầu bồi thường cho buổi hòa nhạc trực tiếp SMTown bị hủy bỏ vào một tuần trước ngày dự kiến.
Tuyên bố của họ có nội dung, "(Họ) gặp nhiều vấn đề về sức khỏe và cuối cùng cũng đạt đến giới hạn về thể chất, nhưng SM vẫn tiếp tục gửi họ sang nước ngoài và lên kế hoạch cho các hoạt động quá mức. Vì vậy, 3 thành viên bắt đầu hy vọng họ sẽ có thể tiếp tục sự nghiệp như họ mong muốn, thay vì bị sử dụng làm công cụ thu lợi nhuận của công ty."
Tòa án đã đưa ra phán quyết có lợi cho 3 cựu thành viên. Đáp lại, SM tổ chức một buổi họp báo tuyên bố rằng vụ kiện là gian dối và đệ đơn khiếu nại. Đầu tháng 5 năm 2010, có thông báo rằng Jaejoong, Yoochun và Junsu sẽ quay trở lại sân khấu với tư cách là JYJ dưới một công ty chủ quản mới, C-JeS Entertainment. Lệnh đó đã bị Tòa án Quận Trung tâm Seoul bác bỏ vào ngày 17 tháng 2 năm 2011 và quyết định cuối cùng về vụ việc bị hoãn vô thời hạn để hòa giải theo bộ tư pháp.
Ngày 28 tháng 11 năm 2012, tại Tòa án Quận Trung tâm Seoul, SM và JYJ đã đạt được thỏa thuận chung về việc hủy bỏ mọi hợp đồng giữa hai bên và không can thiệp vào hoạt động của nhau trong tương lai, kết thúc vụ kiện. SM báo cáo rằng họ quyết định kết thúc vụ kiện tụng "để tránh gây thêm tổn hại cho U-Know Yunho và Max Changmin, những người đang hoạt động với tư cách là TVXQ và để tránh gây ra thêm bất kỳ vấn đề không cần thiết nào."

#### Hàn Canh
Ngày 21 tháng 12 năm 2009, vào 5 tháng sau kể từ 3 cựu thành viên TVXQ đệ đơn kiện SM và trong khi vụ tranh chấp vẫn đang diễn ra, Hàn Canh, thành viên Trung Quốc duy nhất của Super Junior, cũng đệ đơn kiện SM. Hàn Canh đệ đơn kiện vì những lý do tương tự: phân chia lợi nhuận không công bằng và hợp đồng 13 năm không công bằng có điều khoản có lợi cho SM mà anh không được phép sửa đổi hoặc kết thúc. Bạn của Hàn Canh cũng như quản lý sau này của anh là Sun Le cũng đệ trình lên tòa án Hàn Quốc với lý do SM vi phạm quyền của Hàn Canh, thông tin này sau đó bị rò rỉ trên mạng. Tuyên bố cho rằng SM phân biệt đối xử với Hàn Canh về mặt tài chính cũng như quản lý.
Ngày 27 tháng 9 năm 2011, việc Hàn Canh rời khỏi Super Junior chính thức được công bố khi đại diện pháp lý của Hàn Canh và SM đưa ra một tuyên bố chung nói rằng, "Hàn Canh và SM Entertainment đã giải quyết một cách thân thiện trên một thỏa thuận chung và vụ kiện có thể kết thúc sau khi Hàn Canh đệ trình bản thông báo về việc rút kháng cáo của anh."

#### Ngô Diệc Phàm
Ngày 15 tháng 5 năm 2014, Ngô Diệc Phàm, còn được biết đến với nghệ danh Kris, thành viên người Canada gốc Hoa của Exo, đệ đơn kiện SM để hủy bỏ hợp đồng, theo báo cáo đầu tiên từ cổng thông tin Sina của Trung Quốc. Anh được đại diện bởi Cho Bum-suk, cùng một luật sư đã xử lý vụ việc của Hàn Canh. Ngô Diệc Phàm nói rằng, "Công ty đối xử với tôi như một bộ phận máy móc hoặc như một đối tượng kiểm soát hơn là thể hiện tầm nhìn như một nghệ sĩ giải trí." Anh rời nhóm trong cùng tháng mà vụ kiện được công khai, trong khi các thành viên còn lại của nhóm tiếp tục quảng bá đĩa đơn "Overdose". Ngày 21 tháng 7 năm 2016, Ngô Diệc Phàm chính thức rời Exo, mặc dù hợp đồng của anh với SM vẫn còn thời hạn đến năm 2022.

#### Jessica Jung
Ngày 29 tháng 9 năm 2014, thành viên Jessica Jung của Girls' Generation tuyên bố trong một bài đăng trên Weibo rằng cô bị ép rời khỏi nhóm, viết rằng:
Tôi rất hào hứng với những sự kiện dành cho người hâm mộ sắp tới của chúng tôi thì sửng sốt vô cùng khi được công ty của tôi và 8 người khác thông báo rằng kể từ hôm nay, tôi không còn là thành viên nữa. Tôi đang suy sụp – ưu tiên và tình yêu của tôi đó là được hoạt động với tư cách là một thành viên của GG, nhưng không có lý do chính đáng, tôi bị ép phải rời nhóm.
Ngày hôm sau, Jessica đưa ra một bản tuyên bố rằng vào tháng 8 năm 2014, các thành viên cùng nhóm của cô và SM đã thảo luận tích cực về việc ra mắt thương hiệu thời trang của cô là Blanc and Eclare. Đầu tháng 9, cô tuyên bố, tất cả họ đều thay đổi lập trường của mình và cô được chỉ định là phải ngừng công việc kinh doanh hoặc ngừng quảng bá với tư cách là một thành viên của Girls' Generation. Cô khẳng định bản thân mình nhận được bản tuyên bố vào một ngày trước khi nhận được "thông báo từ một phía" yêu cầu cô phải rời khỏi nhóm.
Tuy nhiên, theo SM, Jessica đã đơn phương thông báo với họ vào đầu mùa xuân rằng cô sẽ rời nhóm sau một album nữa. Nhưng trước khi thỏa thuận có thể được thực hiện, cô lại thực hiện hoạt động kinh doanh độc lập của mình, điều này gây ra vấn đề cho lịch trình chính thức của nhóm. Điều này cũng thúc đẩy ban quản lý bắt đầu quảng bá Girls' Generation với tư cách là 8 thành viên thay vì 9 với ý định thông báo tin tức; tuy nhiên, Jessica đã "đăng góc nhìn của riêng cô". Công ty sau đó tuyên bố rằng nhóm sẽ tiếp tục hoạt động với 8 thành viên, trong khi họ vẫn sẽ quản lý lịch trình cá nhân của Jessica. Trong những ngày sau khi tin tức này được công bố, giá cổ phiếu của công ty giảm 3,350 KRW mỗi cổ phiếu, từ 40,750 KRW xuống 37,400 KRW, khiến SM mất tổng cộng 69 tỷ KRW (tương đương 65 triệu USD).
Ngày 6 tháng 8 năm 2015, Jessica và SM đạt được thỏa thuận chung về việc hủy bỏ hợp đồng của cô với Jessica nói rằng, "Thông cáo này nhằm xác nhận rằng SM Entertainment (SM) và tôi chính thức kết thúc. Tôi sẽ trân trọng những năm tháng mà chúng tôi đã cùng trải qua và tôi chúc SM gặp nhiều may mắn trong tất cả những nỗ lực của mình."

#### Lộc Hàm
Ngày 10 tháng 10 năm 2014, Lộc Hàm, còn được biết đến với nghệ danh Luhan, trở thành thành viên Trung Quốc thứ hai của Exo đệ đơn kiện SM để hủy bỏ hợp đồng và rời nhóm, chỉ hơn 4 tháng sau khi Ngô Diệc Phàm làm điều tương tự. Đơn kiện của anh bao gồm tuyên bố rằng SM ưu ái nhóm nhỏ Exo-K chuyên hoạt động ở Hàn Quốc hơn nhóm nhỏ Trung Quốc Exo-M chuyên hoạt động ở Trung Quốc. Trong vòng 15 phút sau khi thông báo, giá cổ phiếu của công ty giảm 9,41%, từ 37,000 KRW xuống 33,250 KRW mỗi cổ phiếu. Giá cổ phiếu giảm 15%, chạm mức giảm giá tối đa mà KOSDAQ cho phép trong một ngày và giảm xuống mức thấp nhất trong hơn một năm. Ngày 21 tháng 7 năm 2016, Lộc Hàm chính thức rời Exo, mặc dù hợp đồng của anh với SM vẫn còn thời hạn đến năm 2022.

#### No Min-woo
Tháng 4 năm 2015, No Min-woo, cựu thành viên của TRAX, đệ đơn kiện SM vì ép anh vào một bản hợp đồng 17 năm bất hợp pháp. No Min-woo cáo buộc rằng SM cũng can thiệp vào sự nghiệp của anh sau khi anh rời công ty và đòi bồi thường thiệt hại 100 triệu KRW. No Min-woo thua kiện SM vào ngày 21 tháng 7 năm 2016.

#### Hoàng Tử Thao
Ngày 24 tháng 8 năm 2015, Hoàng Tử Thao, còn được biết đến với nghệ danh Tao, trở thành thành viên Trung Quốc thứ ba của Exo đệ đơn kiện SM để hủy bỏ hợp đồng và rời nhóm, anh được đại diện bởi cùng một nhóm pháp lý đại diện cho các cựu thành viên là Ngô Diệc Phàm và Lộc Hàm. Ngày 5 tháng 1 năm 2016, SM đã thắng một trong những vụ kiện chống lại Hoàng Tử Thao theo phán quyết của Tòa án Nhân dân Trung cấp ở Thanh Đảo, Trung Quốc. Công ty đã kiện Hoàng Tử Thao về việc anh không trả nợ cho công ty sau khi anh rời đi. Họ đưa ra một tuyên bố chính thức cho biết, "SM đang tiếp tục kiện các cựu thành viên của Exo là Ngô Diệc Phàm, Lộc Hàm và Hoàng Tử Thao vì vi phạm hợp đồng độc quyền của họ và tham gia vào các hoạt động quảng bá bất hợp pháp ở Trung Quốc. Trong số các vụ kiện này, SM đệ đơn kiện Hoàng Tử Thao vì anh không trả được nợ cho SM vào ngày 13 tháng 10 năm 2015. Một tòa án trung gian ở Thanh Đảo, Trung Quốc đưa ra phán quyết rằng Hoàng Tử Thao phải trả nợ cho SM cũng như lãi suất cho khoản thanh toán chậm."

### Tẩy chay lễ trao giải MAMA năm 2009
Ngày 21 tháng 11 năm 2009, SM tẩy chay sự kiện Mnet Asian Music Awards, yêu cầu làm rõ về tiêu chuẩn công bằng và các tiêu chí được sử dụng trong việc lựa chọn người đoạt giải của Mnet. Công ty đề cập cụ thể đến Girls' Generation, nhóm đã dẫn đầu các bảng xếp hạng âm nhạc Hàn Quốc trong 9 tuần liên tiếp và đạt được nhiều giải thưởng cho đĩa đơn "Genie", nhưng chưa bao giờ chiến thắng trên chương trình âm nhạc M Countdown của Mnet và chỉ xuất hiện trên bảng xếp hạng của họ vào một tháng sau khi nhóm phát hành album. SM cũng trích dẫn việc người bình chọn phải trả một khoản phí, nói rằng họ "không muốn thấy người hâm mộ phải chịu bất kỳ thiệt hại nào từ cuộc bình chọn, vì cuộc bình chọn này có ý định thương mại."

### Sự giám sát của Ủy ban Thương mại Công bằng
Năm 2010, Ủy ban Thương mại Công bằng (KFTC) đã tiến hành một cuộc điều tra về chính sách của SM, đặc biệt là về các điều khoản trong hợp đồng của nghệ sĩ và kết luận rằng họ không công bằng. Hợp đồng tiêu chuẩn cho nghệ sĩ sau đó được giảm thời hạn 3 năm và giảm các hình phạt do vi phạm hợp đồng. Tất cả các nghệ sĩ đang ký hợp đồng với SM vào thời điểm đó đều tái ký hợp đồng với công ty theo điều khoản mới.
SM cũng là một trong 15 công ty bị KFTC kiện và phạt vì gian lận giá vào năm 2011. 
Năm 2012, SM bị buộc tội thông đồng với các nhà phân phối âm nhạc, nhưng được bác bỏ tội danh. Ngày 16 tháng 8, Tòa án Tối cao Hàn Quốc tiết lộ phán quyết của họ về vấn đề này, "KFTC đã hủy bỏ tất cả các lệnh điều chỉnh đối với SM và chi phí kiện tụng sẽ do bị đơn chi trả."

### Tranh cãi về video âm nhạc của Red Velvet
Tháng 8 năm 2014, sau khi phát hành video âm nhạc cho "Happiness" của Red Velvet, truyền thông Nhật Bản đưa tin rằng hình ảnh liên quan đến vụ ném bom ở Hiroshima và Nagasaki cũng như sự kiện 11 tháng 9 được nhìn thấy trong bối cảnh của video. SM phản hồi về báo cáo, nói rằng "sau khi thẩm vấn đạo diễn, chúng tôi nhận thấy rằng ông chỉ đơn giản sử dụng nguồn cắt ghép cho các hình ảnh và không có ý định đằng sau chúng." Người đại diện nói thêm, "Vì SM không thể nắm bắt được điều này trước đây, chúng tôi sẽ xóa phân cảnh gây ra hiểu lầm càng sớm càng tốt. Chúng tôi đảm bảo sẽ không để chuyện này xảy ra trong tương lai." SM sau đó đã đăng tải một phiên bản mới của video âm nhạc mà không có những hình ảnh gây tranh cãi.